# ديف بينغهام
ديف بينغهام (بالإنجليزية: Dave Bingham)‏ هو لاعب كرة قاعدة أمريكي، ولد في 19 نوفمبر 1948 في توسان في الولايات المتحدة.

## وصلات خارجية
- ديف بينغهام على موقعبيزبول رفرنس.كوم (الدوري الثانوي) (الإنجليزية)